# Jurij Mil'ner
Jurij Borisovič Mil'ner (in russo Юрий Борисович Мильнер?; Mosca, 11 novembre 1961) è un imprenditore e fisico russo con cittadinanza israeliana; come venture capitalist è l'investitore russo più influente nel settore delle tecnologie dell'informazione. È cofondatore ed ex presidente della società Internet Mail.Ru Group (in seguito VK) e fondatore della società di investimento DST Global. Attraverso DST Global, Mil'ner ha investito in Byju's, VKontakte, Facebook, Zynga, Stripe, Twitter, Flipkart, Practo, Spotify, Zocdoc, Groupon, JD.com, Xiaomi, OlaCabs, Alibaba, Airbnb, WhatsApp, Nubank, Wish.
Gli investimenti personali di Mil'ner includono anche una partecipazione in 23andMe, Habito, Planet Labs, una quota di minoranza in una startup di investimenti immobiliari, Cadre, fondata da Jared Kushner (genero del 45º presidente degli Stati Uniti Donald Trump)..
Milner è diventato cittadino israeliano nel 1999. Nel 2005 si è trasferito in Israele con la  famiglia. Si sono quindi trasferiti in California nel 2014. Milner ha dichiarato di non essere stato in Russia dall'annessione russa della Crimea nel 2014. Nell'agosto 2022 ha rinunciato alla cittadinanza russa.
Secondo Forbes, nel novembre 2024 ha un patrimonio netto stimato in 5,9 miliardi di dollari.

## Biografia
Nato nel novembre 1961 a Mosca in una famiglia di intellettuali ebrei, Jurij è il secondo figlio di Bencion Zacharovič Mil'ner, attivo nella sfera della gestione e dell'organizzazione, ex vicedirettore capo presso l'Istituto di economia dell'Accademia russa delle scienze,  e di Betty Iosifovna, che lavorava nel laboratorio virologico statale della capitale per il controllo delle malattie. La sorella maggiore, otto anni più di lui, è un architetto.
Mil'ner ha studiato fisica teorica all'Università Statale di Mosca, laureandosi nel 1985. Ha continuato a lavorare presso l'Istituto Fisico Lebedev, uno degli istituti dell'Accademia russa delle Scienze. Come candidato di dottorato in fisica delle particelle, Mil'ner ha stretto amicizia con il fisico nucleare sovietico e attivista per i diritti umani Andrej Sacharov. Il pensiero lungimirante di Sacharov influenzerà in seguito la strategia di investimento di Mil'ner.
Nel 1990, Mil'ner è stato il primo non emigrato dall'Unione Sovietica a recarsi negli Stati Uniti per conseguire un Master of Business Administration (MBA) presso la Wharton School dell'Università della Pennsylvania. La stampa ha riportato una sua dichiarazione in cui diceva di avere preso questa decisione dopo essere stato "deluso da me stesso come fisico".  Nel settembre 2020 gli Amici di Israele, la fondazione senza scopo di lucro co-fondata da Mil'ner, hanno istituito una borsa di studio MBA presso la Wharton School. Questa borsa di studio da 10 milioni di dollari sosterrà più di 60 studenti israeliani a Wharton in 10 anni.

### Carriera aziendale
Mil'ner iniziò la sua carriera commerciale vendendo computer DOS del mercato grigio in Unione Sovietica, cosa che scontentò suo padre. Quando l'URSS crollò, smise di vendere computer per iscriversi alla Wharton School. Dopo la laurea, Mil'ner ha trascorso la prima metà degli anni '90 presso la Banca Mondiale a Washington, come specialista bancario russo focalizzato sullo sviluppo del private sector banking. Ha descritto il suo tempo alla Banca Mondiale come "anni perduti", a causa della visione, stando lontano, della privatizzazione delle partecipazioni governative durante la presidenza di Boris El'cin. Nella primavera del 1995, Mil'ner è stato nominato CEO di Alliance-Menatep, una società di intermediazione azionaria appartenente all'allora oligarca Michail Chodorkovskij.
Nel dicembre 1996, Mil'ner ha lavorato come vice presidente e capo della gestione degli investimenti di Menatep Bank. Nel febbraio 1997 è stato nominato vicepresidente e capo della divisione investimenti della banca, dimettendosi all'inizio del 1998. All'epoca, i market maker lo descrissero come "un noto professionista, che porterà alla banca una preziosa esperienza nelle istituzioni finanziarie internazionali e nelle transazioni nel mercato degli investimenti russo".

### Investimenti in Internet russo
Nel 1999, dopo aver letto una recensione dell'analista di Morgan Stanley Mary Meeker sulle prospettive per le aziende online, Mil'ner decise di creare una società Internet. Cercò finanziamenti dal suo amico dei tempi di Menatep Gregory Finger, che all'epoca guidava la filiale russa del fondo di investimento statunitense New Century Holding. Il fondo accettò di investire 4,5 milioni di dollari a condizione che Mil'ner e Finger investissero ciascuno personalmente 750,000 dollari. Mil'ner, Finger e NCH hanno creato una nuova società, NetBridge. Nel 2000, Mil'ner è diventato presidente di Netbridge Services Ltd. (netBridge) - la società che è stata "creata come incubatore internet e fondo di investimento". Netbridge è riuscita a trasferire in Russia una varietà di modelli di business Internet pionieristici negli Stati Uniti, creando aziende tra cui il portale List.ru, il sito di aste online Molotok.ru (basato su eBay), il web-hosting gratuito Boom.ru (basato su GeoCities) e il negozio online 24×7, utilizzando la formula di Amazon.com.
Nel febbraio 2001, netBridge e Port.ru (che possedevano Mail.ru) annunciarono una fusione. Mil'ner divenne CEO della nuova società chiamata Mail.Ru (anche se il nome legale Port.ru è stato mantenuto). Dal gennaio 2003 al dicembre 2004, Mil'ner è stato CEO di "Neftjanoj", di proprietà di Igor' Linšic.
Nel 2005, NCH ha spostato la sua attenzione dai progetti Internet russi e Mil'ner ha fondato il fondo di investimento Digital Sky Technologies (DST), diventando il suo presidente nel 2006. Nel gennaio 2009, mentre era a Palo Alto, Mil'ner ha conosciuto il fondatore di Facebook Mark Zuckerberg. L'incontro ha portato a un accordo il 26 maggio 2009 in base al quale DST ha acquistato una partecipazione dell'1,96% in Facebook per 200 milioni di dollari.
Nel settembre 2010, Digital Sky Technologies (DST) ha cambiato il nome in "Mail.ru Group". Il portafoglio del gruppo comprendeva Mail.ru, Odnoklassniki.ru, ICQ, una partecipazione di minoranza nel social network VKontakte, il servizio di pagamento online OSMP.ru, e-Port e alcuni altri asset russi. Gli interessi commerciali di Mil'ner in Facebook, Zynga e Groupon sono stati trasferiti a DST Global. Mil'ner è diventato CEO di DST Global e presidente del consiglio di amministrazione di Mail.ru Group.
Un incontro attraverso amici comuni ha portato Ališer Usmanov a diventare azionista di Mail.ru Group nel 2008. Nel 2010 Mail.ru Group ha completato con successo l'offerta pubblica iniziale alla Borsa di Londra con una valutazione di mercato di 5,6 miliardi di dollari. Nel marzo 2012, Mil'ner si è dimesso dal ruolo di presidente Mail.ru e dal consiglio di amministrazione. DST è diventata completamente indipendente da Mail.ru Group.
Dal maggio 2009 al gennaio 2012 Mil'ner è stato membro della Commissione per la modernizzazione istituita da Dmitrij Medvedev, presidente russo dal 2008 al 2012.
DST Global è diventato uno dei principali investitori tecnologici al mondo e il suo portafoglio ha incluso alcune delle più importanti società Internet, come Facebook, Twitter, WhatsApp, Snapchat, Airbnb, Spotify, Alibaba e altri. Nel 2011, ha investito 150.000 dollari in ciascuno dei partecipanti al programma di start-up selezionati dall'incubatore Y Combinator. Nel 2014, ha guidato un ciclo di finanziamenti per la società di grafica cloud Otoy. Nell'aprile 2016, la piattaforma di broker ipotecario online Habito è stata lanciata con il sostegno tra gli altri di Mil'ner.
Il 5 novembre 2017, il New York Times ha riportato che Mil'ner aveva un forte sostegno del Cremlino per i suoi investimenti su Facebook e Twitter. Mil'ner ha negato queste accuse nella sua lettera aperta pubblicata su ReCode.
Nel gennaio 2018, il nome di Mil'ner è stato incluso nel "Report to Congress" del Dipartimento del Tesoro degli Stati Uniti riguardante figure politiche estere senior e oligarchi nella Federazione Russa e nelle entità parastatali russe" (CAATSA), una lista di 96 individui di origine russa che "hanno un patrimonio netto stimato di 1 miliardo o più di dollari".

### Progetti "Breakthrough"

#### Breakthrough Prize
Nel luglio 2012, Jurij e Julija Mil'ner hanno istituito il Breakthrough Prize, affiancati l'anno successivo da Sergej Brin, Priscilla Chan, Anne Wojcicki e Mark Zuckerberg. Il Premio consiste in una serie di premi internazionali che riconoscono tre campi di impegno: Breakthrough Prize in Fundamental Physics, Breakthrough Prize in Life Sciences e Breakthrough Prize in Mathematics. I vincitori ricevono 3 milioni di dollari ciascuno in premi in denaro, rendendo i Breakthrough Prizes i maggiori premi scientifici al mondo. Ci sono anche premi New Horizons in fisica e matematica per i ricercatori più giovani che avevano già mostrato opere prodotte e significative.
I comitati dei vincitori precedenti scelgono i vincitori tra i candidati nominati in un processo online e aperto al pubblico. Nel marzo 2017, 174,8 milioni di dollari sono stati assegnati a 70 singoli scienziati e quattro grandi gruppi di ricerca.
I premi vengono consegnati ogni anno in una cerimonia di gala con celebrità, film, commedie e musiche dal vivo. Le ultime quattro cerimonie si sono svolte all'Hangar One (Mountain View, California). Le celebrazioni annuali comprendono anche simposi nei tre campi riconosciuti. Il programma viene trasmesso in diretta sul web.

#### Breakthrough Initiatives
Nel luglio 2015, Mil'ner ha lanciato Breakthrough Initiatives, un programma scientifico per indagare la questione della vita nell'Universo. Ha annunciato le iniziative alla Royal Society di Londra, insieme a Stephen Hawking, Martin Rees, Frank Drake, Geoff Marcy e Ann Druyan.
Finora sono state annunciate tre iniziative:
- Breakthrough Listen
- Breakthrough Message
- Breakthrough Starshot

Il primo, Breakthrough Listen, investirà 100 milioni di dollari in 10 anni alla ricerca di prove di civiltà al di là della Terra. Utilizzando gli osservatori Green Bank, Parkes, Lick, e FAST, Listen è alla ricerca di segnali radio e laser dal milione di stelle più vicino, dalle 100 galassie più vicine e dal piano e dal centro della Via Lattea.  L'iniziativa utilizzerà anche il SETI@home di calcolo distribuito.
La seconda iniziativa, Breakthrough Message, offrirà un premio annuale di 1 milione di dollari per messaggi digitali che rappresentino la Terra e l'umanità, che potrebbero essere decodificati da un'altra civiltà. I messaggi non saranno inviati nello spazio fino a quando non avrà avuto luogo una discussione globale sull'etica di tale mossa.
Il terzo progetto, Breakthrough Starshot, è stato annunciato il 12 aprile 2016. Starshot è un programma da 100 milioni di dollari per sviluppare una flotta di veicoli spaziali a vela leggera proof-of-concept in grado di effettuare il viaggio verso Alpha Centauri al 20% della velocità della luce (60 milioni di m/s o 215 milioni di km/h) che ha bisogno di circa 20 anni per arrivarci e di 4,4 anni per notificare alla Terra un arrivo riuscito.
Il 20 aprile 2017 si è tenuta la conferenza Breakthrough Discuss, durante la quale sono stati discussi i risultati di un anno di analisi dei dati. Secondo i ricercatori, sono state analizzate 692 stelle.

#### Breakthrough Junior Challenge
Nel settembre 2015, il Breakthrough Prize ha lanciato il Breakthrough Junior Challenge, un concorso scientifico per persone tra i tredici e i diciotto anni, in collaborazione con Khan Academy.

#### Cervello globale
Mil'ner crede che Internet alla fine si svilupperà in un "cervello globale" - spesso descritto come una rete intelligente di individui e macchine - che funziona come un sistema nervoso per il pianeta Terra. Prevede anche che l'avvento dell'Internet delle cose e l'uso sempre crescente dei social media aumenteranno l'intelligenza collettiva degli esseri umani.

## Vita privata
Mil'ner è sposato con l'ex modella Julija Mil'ner (nata Bočkova), interessata alla fotografia: durante la 52ª Biennale d'Arte Contemporanea di Venezia ha prodotto un contributo dal titolo Click I Hope. La coppia ha tre figli.
Nel 2011, Mil'ner ha acquistato una casa da 100 milioni di dollari a Los Altos Hills, in California. Il complesso si estende su tre appezzamenti per un totale di sette ettari e comprende una casa principale e una guest house. Le spese fiscali sono circa 304.000 dollari all'anno. Secondo il Wall Street Journal fu pagato 100 milioni di dollari, il più alto pagato per una casa unifamiliare negli Stati Uniti. La proprietà è valutata dall'assessore della contea di Santa Clara a 50 milioni di dollari.